# بالتازار فان دير بول
بالتازار فان دير بول (بالهولندية: Balthasar van der Pol)‏ (و. 1889 – 1959 م) هو فيزيائي من مملكة الأراضي المنخفضة . ولد في أوترخت .
وكان عضواً في الأكاديمية الملكية الهولندية للفنون والعلوم .
توفي في فاسينار ، عن عمر يناهز 70 عاماً.

## التعليم
تعلم في جامعة أوتريخت

## مناصب وهيئات
أدار جامعة دلفت للتكنولوجيا.

## جوائز
حصل على جوائز منها:
- IEEE Medal of Honor (1935).